# یواس‌اس آیداهو (بی‌بی-۲۴)
یواس‌اس آیداهو (بی‌بی-۲۴) (به انگلیسی: USS Idaho (BB-24)) یک کشتی بود که طول آن ۳۸۲ فوت (۱۱۶ متر) بود. این کشتی در سال ۱۹۰۵ ساخته شد.